# Hinterer Maurerkeeskopf
Der Hintere Maurerkeeskopf (3311 m ü. A.) ist ein Berggipfel des Tauernhauptkamms in der Venedigergruppe an der Landesgrenze zwischen Tirol (Bezirk Lienz) und Salzburg (Bezirk Zell am See) bzw. an der Gemeindegrenze zwischen Prägraten am Großvenediger und Neukirchen am Großvenediger. Der Berg hieß ursprünglich Heiligengeistkeeskopf und erhielt seinen heutigen Namen von Franz Keil. Erstmals wurde der Hinterer Maurerkeeskopf von Ludwig Purtscheller mit J. Grill sen. am 20. Juli 1881 über den Ostgrat bestiegen.

## Lage
Der Hintere Maurerkeeskopf liegt zwischen dem Nordostgipfel des Mittleren Maurerkeeskopf (3283 m ü. A.) im Südosten, dem Hahenkamm (3212 m ü. A.) im Nordwesten und dem Kleinen Maurerkeeskopf im Osten, von dem der Hintere Maurerkeeskopf durch das Maurertörl (3104 m ü. A.) getrennt wird. Der lange Nordwestgrat des Hinteren Maurerkeeskopf zieht sich über Hahenkamm und Gamsspitzsattel bis zum Gamsspitz (2888 m ü. A.), der Südwestgrat zum Mittleren bzw. Vorderen Maurerkeeskopf wird als Maurerkeeskopfgrat bezeichnet. Südlich des Hinteren Maurerkeeskopf liegt das Maurerkees, aus dem der Maurerbach entspringt, nördlich befinden sich Krimmlertörlkees und Obersulzbachkees.

## Aufstiegsmöglichkeiten
Der Normalweg auf den Hinteren Maurerkeeskopf führt von der Essener-Rostocker Hütte zunächst auf markiertem Weg am Maurerbach entlang in Richtung des Maurertörls. Der weitere Anstieg führt links an der Gletscherzunge des Maurerkees vorbei zum Südostsporn und danach über die vergletscherte Südflanke (II). Eine weitere Anstiegsmöglichkeit besteht von der Essener-Rostocker Hütte über den Südostsporn, vom Maurertörl über den Ostgrat oder von Norden über den Nordwestgrat (III+) aus dem Gamsspitzsattel.